# اندخوی
اَندْخوی شهری در ولایت فاریاب در شمال غربی افغانستان است که در کناره جنوبی بیابان قره‌قوم و در کنار رود اندخوی موقعیت دارد. این شهر حدود ۳۷٬۸۷۷ نفر (۲۰۲۰) جمعیت دارد و ۳۰ کیلومتر با آمودریا فاصله دارد. اندخوی شهری باستانی در ناحیه جوزجانان بوده‌است، تا دوره شاه عباس صفوی پادشاه ایران، اندخوی مرکز فاریاب بود، ولی بعد از فتح آن مردم آن که اکثراً تاجیک بوده‌اند به مرکز ایران کوچانیده شدند، اندخوی تا زمان نادرشاه افشار ویران بود که با اسکان بیات‌ها و افشارها نادر اقدام به آبادانی این شهر کرد که بعدها ترکمنهای آلیلی به این شهر مهاجرت کردند

## مردم
اکثریت جمعیت شهر را اقوام ترکمن و اوزبیک  تشکیل می‌دهند و بقیه را تاجیک‌ها،  و دیگر اقوام تشکیل می‌دهد.
در منطقه اندخوی دامداری اهمیت دارد و به خاطر کمبود آب کشاورزی رونقی ندارد.
خانه‌های کاهگلی اندخوی گنبدهایی از گل و آجر دارند. در این شهر یک کارخانه دباغی وجود دارد.

## پیشینه
اندخوی در قدیم اندخود و انتخد نامیده می‌شد و مدت‌هایی دراز محل اجتماع کاروان‌هایی بود که به سمت شمال به سوی بخارا می‌رفتند.
در دائرةالمعارف بریتانیکا اسکندر مقدونی بنیان‌گذار اندخود قلمداد شده و ساخت بالاحصار اندخوی در سال ۳۲۸ پیش از میلاد نیز به او نسبت داده شده‌است.
ظاهرآ نخستین اثری که در آن از اندخوی یاد شده، کتاب المسالک و الممالک ابن خردادبه است که در نیمه دوم سده سوم هجری قمری نوشته شده‌است. در منبع دیگری آمده‌است که چیرگی مسلمانان در ناحیه جوزجان ازجمله شهرهای میمنه و اندخوی به سال (۳۳) هجری قمری صورت گرفته‌است.
اصطخری جغرافی‌دان سده سوم ه‍.ق منطقه اندخوی را مربوط به یک رستاق می‌داند که مرکز آن شهر کوچک اُشتُرج بوده‌است.
شهر امروزی اندخوی که در نزدیکی ویرانه‌های وسیع اندخود کهن قرار گرفته شهری بازاری است که در آن بیشتر قالیچه‌های بخارایی، پوست قره‌قول، پشم و ابریشم دادوستد می‌شود.
الغ‌بیگ (زاده ۱۳۹۴ م. /۷۹۶ هـ) زمانی به حکومت شاپورگان و اندخوی گمارده شده‌بود.

### جنگ در قلعه اندخود
در حدود سال ۶۰۰ هجری در ساحل قراسو جنگ سختی میان محمد خوارزمشاه و یکی از شاهان غوری بنام معزالدین محمد غوری درگرفت که طی آن بسیاری از سربازان دو طرف کشته شدند. معزالدین پس از آنکه شکست خود را حتمی دید به عقب‌نشینی خود ادامه داد و پس از گذشتن از آمودریا (جیحون) به سوی بلخ روی آورد. خوارزمشاه به تعقیب دشمن شکست خورده روان گردید و او را مجبور کرد تا در هزارسپ به جنگ بی‌نتیجهٔ دیگری اقدام کند. در آنجا باز هم معزالدین شکست خورد و به قلعه اندخود (اندخوی امروزی) پناه برد.
محمد خوارزمشاه محاصره قلعه اندخود و ادامه جنگ با دشمن شکست خورده را دیگر صلاح ندانسته به خوارزم بازگشت ولی قراختائیان دست‌بردار نبودند و قلعه اندخود را همچنان در محاصره نگه داشتند. بگفته ابن اثیر در جنگی که در اطراف قلعه میان معزالدین و قراختائیان درگرفت، باز هم شکست متوجه معز الدین گردید و ناچار شد مجدداً در قلعه متحصن گردد (آغاز صفر ۶۰۱ هجری قمری برابر با ۱۷۶۳ شاهنشاهی). سپاهیان قراختائی بشدت حمله خود ادامه دادند و نزدیک بود که به پیروزی کامل برسند اما در این موقع خان سمرقند ملک عثمان که میل نداشت غوریان بدست سربازان قراختائی نیست و نابود شوند، واسطه صلح شد و با گرفتن مقدار زیادی نقدینه از معز الدین به جنگ و کشتار پایان داد. معزالدین با از دست دادن قسمت عمده سپاه خود، که نتیجهٔ لشکرکشی وی بود، به غزنه بازگشت. نتیجه این جنگ آن شد که خوارزمشاه همهٔ شهرهای خراسان بجز هرات را تحت نفوذ خود درآورد.

## خان‌های اندخوی
خان‌های اندخوی در طول تاریخ:
- ۱۷۳۰/۳۱–۱۷۳۸ علی‌مردان خان
- ۱۷۳۸–۱۷۹۰ سلیمان خان (سال ۱۷۵۰ مخلص خان)
- ۱۷۹۰–۱۸۱۲ رحمت‌الله خان
- ۱۸۱۲–۱۸۳۰ یلدوز خان
- ۱۸۳۰–۱۸۳۵ عبدالعزیز خان
- ۱۸۳۵–۱۸۴۴ شاه ولی خان
- ۱۸۴۴–۱۸۴۵ غضنفر خان
- ۱۸۴۵ صوفی خان
- ۱۸۴۵–۱۸۴۷ غضنفر خان (دوره دوم)
- ۱۸۴۷ صوفی خان (دوره دوم)
- ۱۸۴۷–۱۸۶۹ غضنفر خان (دوره سوم)
- ۱۸۶۹–۱۸۸۰ دولت‌بیگ خان

## نگارخانه

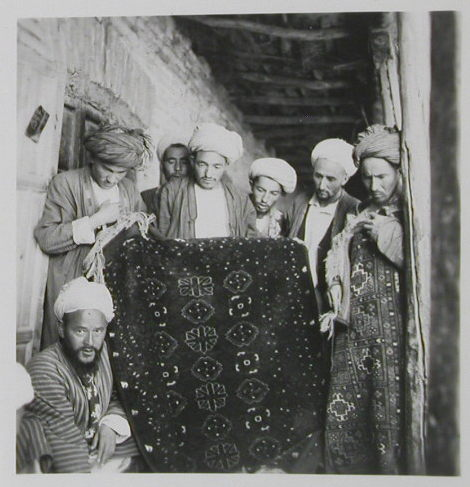
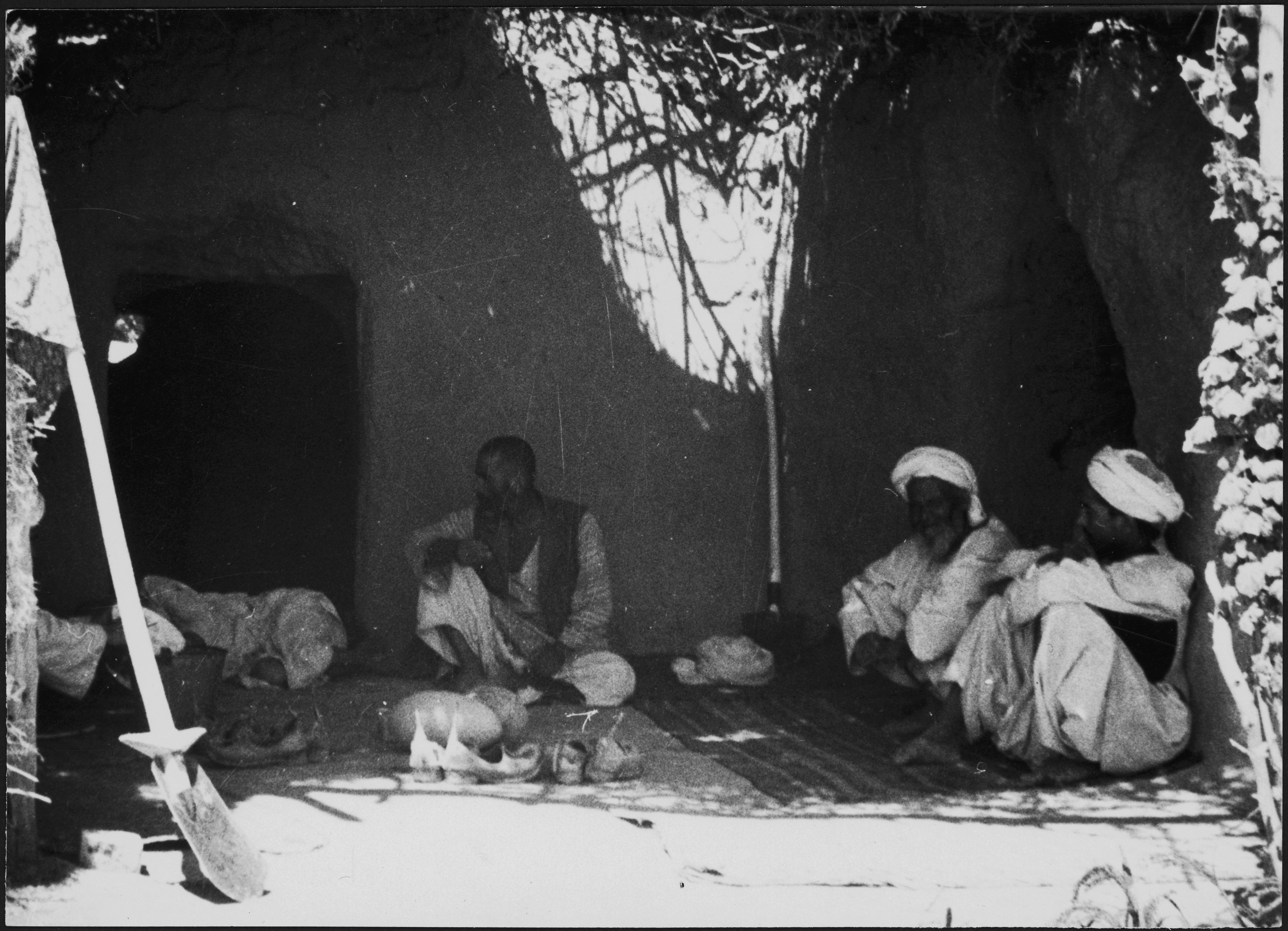
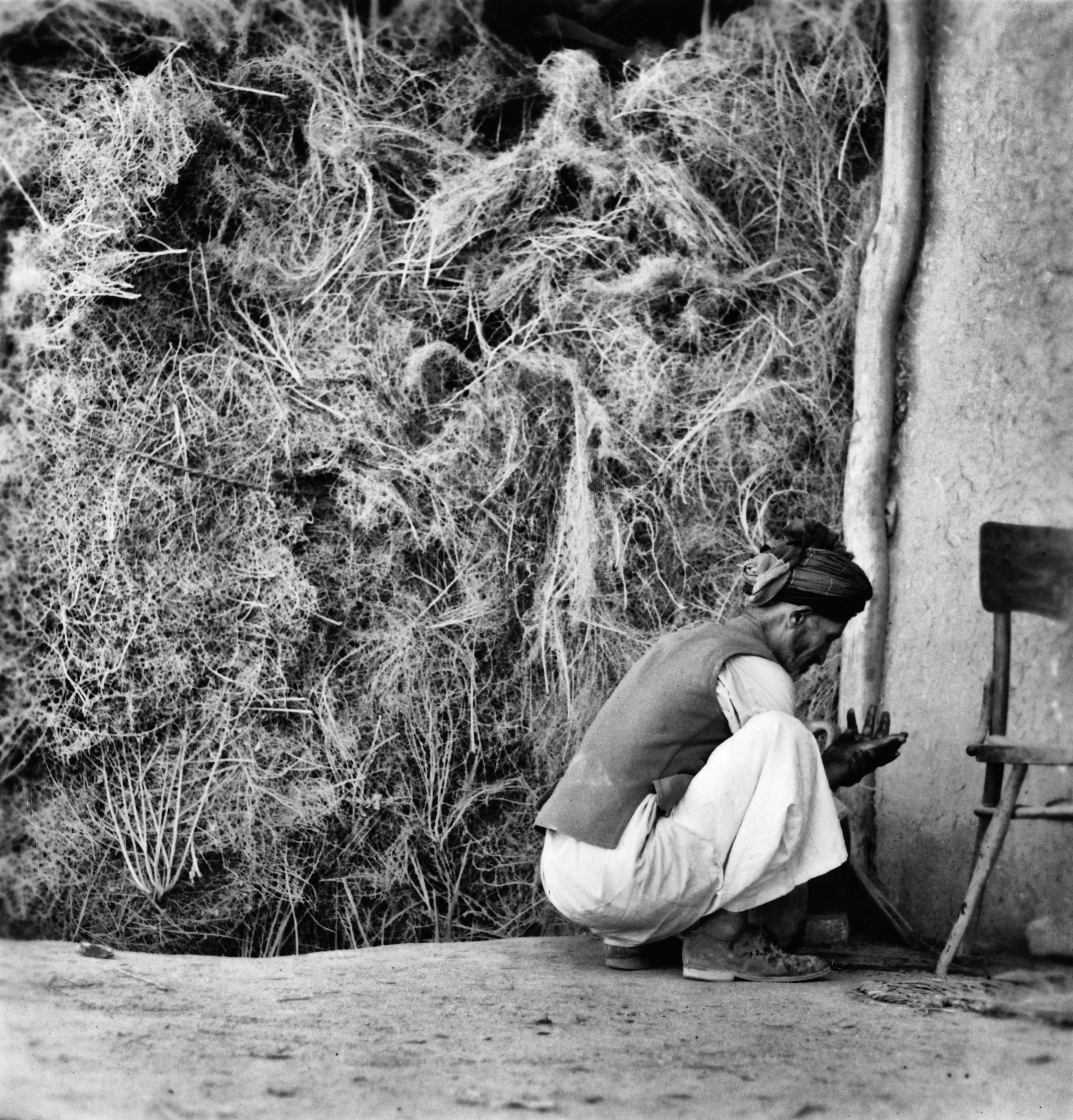

نگاره‌های از اندخوی در سال ۱۹۳۹